# Holger Jacobsen (Mediziner)

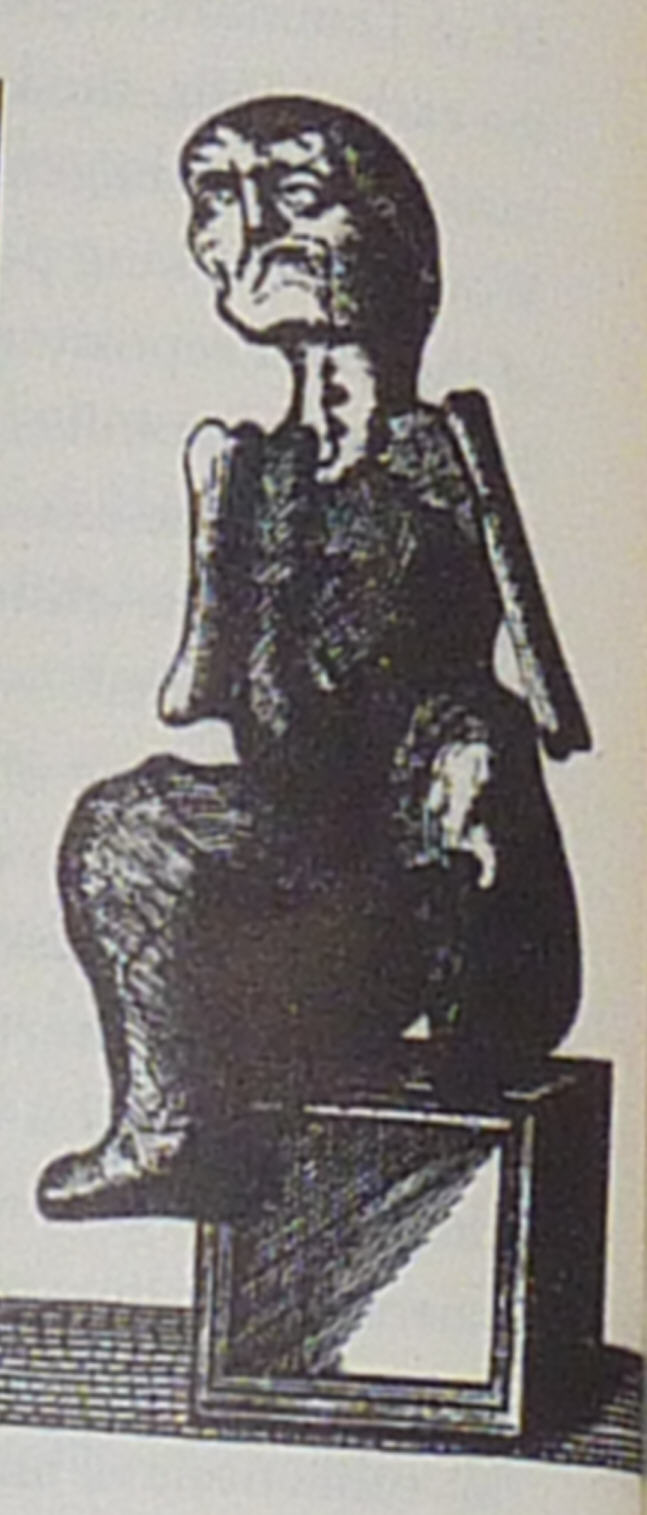
Jacobsens Darstellung des Steinkindes von Sens

Holger Jacobsen (* 6. Juli 1650 in Aarhus; † 18. Juni 1701 in Kopenhagen) war ein dänischer Mediziner und Naturwissenschaftler.
Jacobsen, der auch die latinisierte Namensform Oligerus Jacobaeus oder Oliger Jacobaeus für seine Publikationen nutzte, studierte in Kopenhagen und Florenz und wurde Professor der Medizin und der Philosophie sowie der Geschichte und Geographie an der Universität von Kopenhagen. Jacobsen, der ein Schwiegersohn Thomas Bartholins war, katalogisierte die königliche Kuriositätensammlung; ihm ist etwa eine Zeichnung des Steinkindes von Sens zu verdanken, die den Zerfall dieses Lithopaedions dokumentiert. Er verfasste zahlreiche Beiträge für die Acta Hafniensia, darunter z. B. eine Arbeit über die Anatomie der Papageien, befasste sich aber auch mit Kuriosa wie etwa dem Fall der Barbara Urslerin, die an Hypertrichose litt.
1699 wurde er korrespondierendes Mitglied der Académie des sciences.

## Werke
- De ranis observationes, in sechs Auflagen zwischen 1676 und 1682 erschienen
- Oratio in obitum Th. Bartholini, London 1681[6]
- De ranis et lacertis observationes, Hafniae, J.M. Lieben, 1686 (Teile dieses Werks waren schon 1676 in Paris publiziert worden)
- Compendium institutionum medicarum in gratiam Tyronum medicinae, 1. Aufl. 1694, 2. Aufl. 1711
- Museum regium seu Catalogus rerum tam naturalium, quàm artificalium, quæ in basilica bibliothecæ augustissimi Daniæ Norvegiaeq[ue] monarchæ Christiani Quinti Hafniæ asservantur, 1696
- Museum regium, seu catalogus rerum tam naturalium, quam artificialium, quae in basilica bibliothecae ... : Daniae Norvegiaeque monarchae, Friderici Quarti, Hauniae asservantur, gloriosissimae memoriae rege, Christiano Quinto, regnante, 1710[7]